# Arrondissement Cerca-la-Source

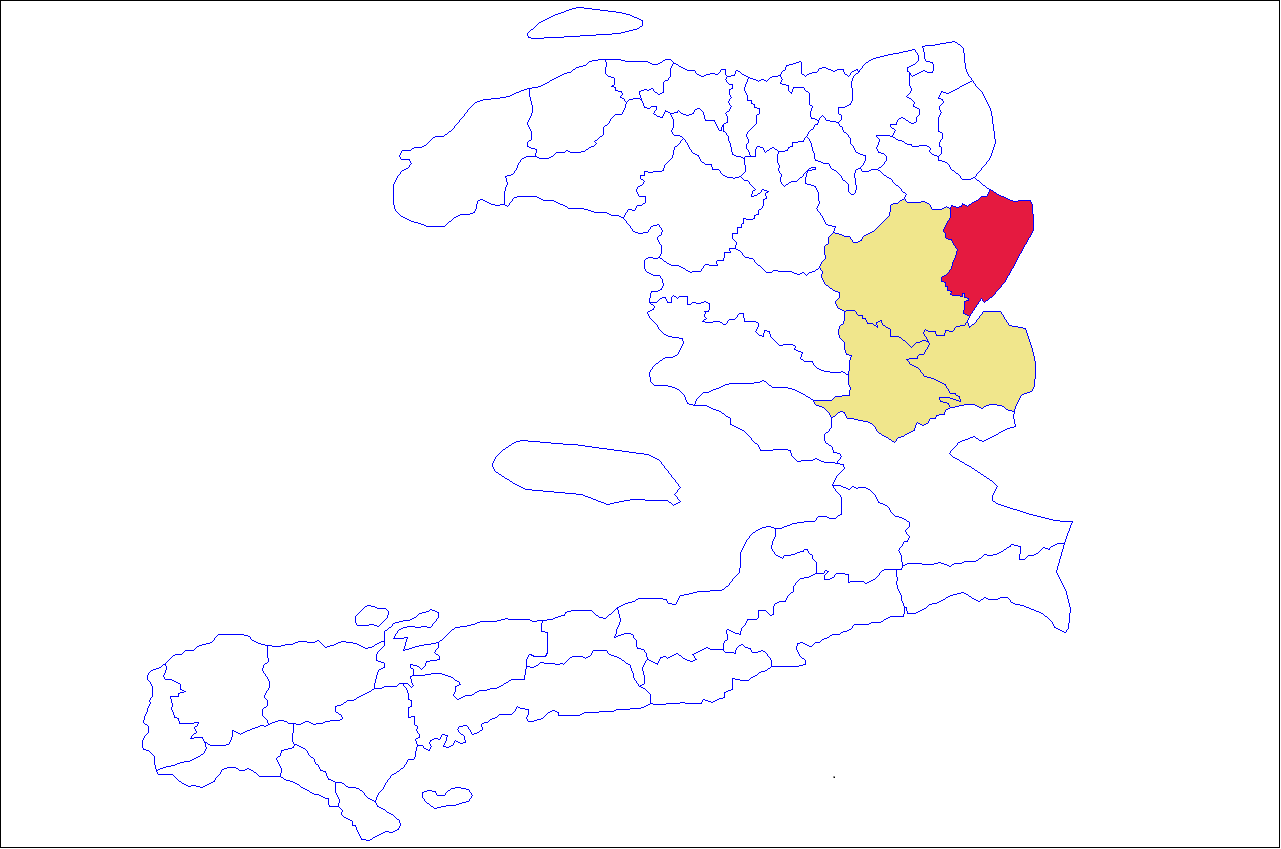
Lage des Arrondissement Cerca-la-Source in Haiti und im Département Centre

Das Arrondissement Cerca-la-Source (Haitianisch-Kreolisch: Sèka Lasous) ist eine der vier Verwaltungseinheiten des Département Centre, Haiti. Hauptort ist die Gemeinde Cerca-la-Source.

## Lage und Beschreibung
Das Arrondissement liegt im Nordosten des Départment Centre. Es grenzt im Westen an das Arrondissement Hinche und im Nordwesten an das Arrondissement Vallières. Im Osten grenzt es durch an die Dominikanische Republik.
In dem Arrondissement gibt es die zwei Gemeinden
- Cerca-la-Source (rund 55.000 Einwohner) und
- Thomassique (rund 63.000 Einwohner).

Das Arrondissement hat rund 120.000 Einwohner (Stand: 2015).